# Travis Ortmayer
Travis Ortmayer, pseudonim Teksański Kamieniarz (ur. 9 sierpnia 1981 w Lake Tahoe, Nevada) – amerykański kulturysta, trójboista siłowy i profesjonalny strongman.
Jeden z najlepszych amerykańskich i światowych siłaczy. Wicemistrz USA Strongman 2009.

## Życiorys

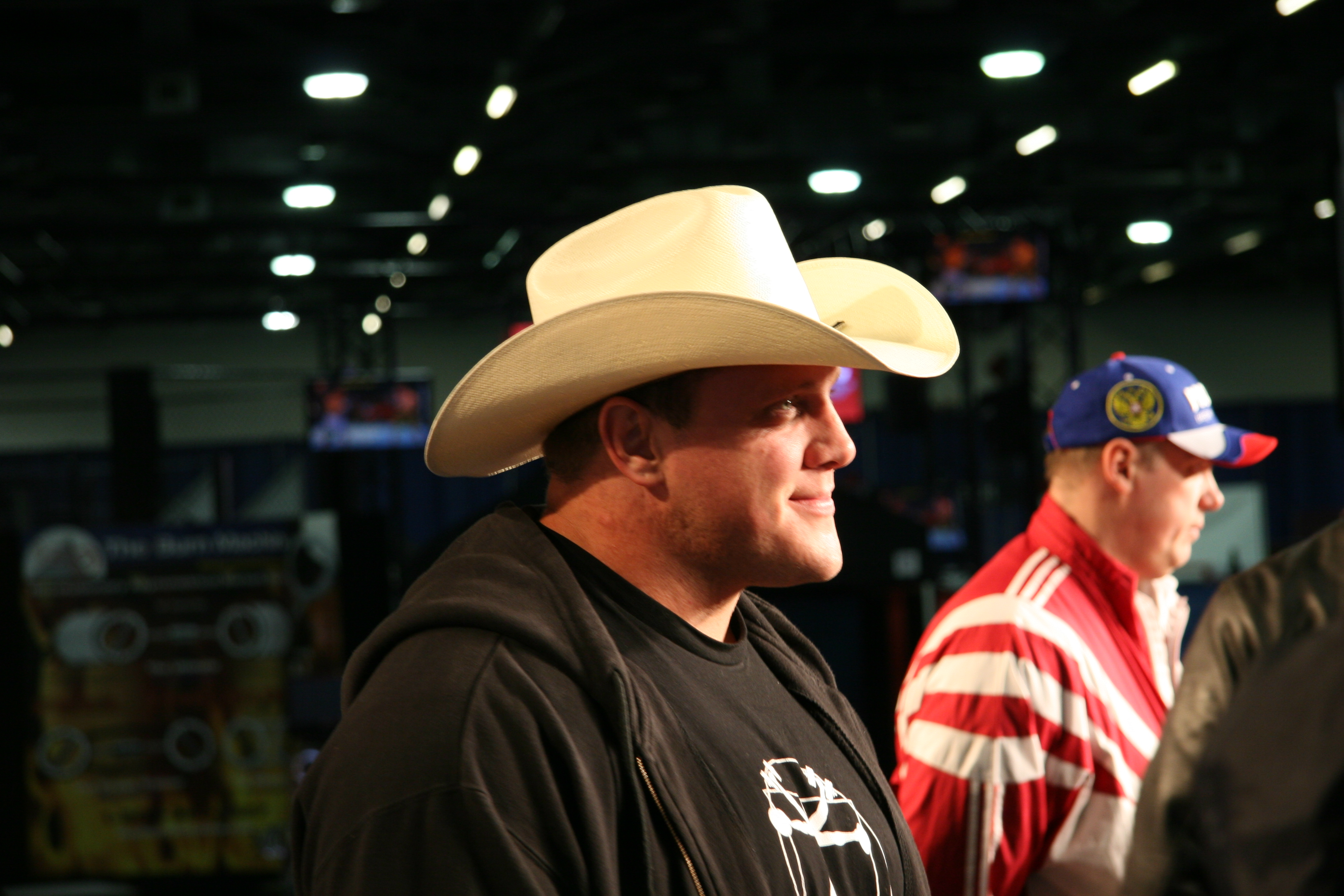
Teksańczyk, 2008

Travis Ortmayer rozpoczął treningi siłowe od kulturystyki, gdy był nastolatkiem. Później ostatecznie postanowił jednak skupić się na zwiększaniu swej siły i zaczął konkurować w trójboju siłowym. Wtedy spotkał amerykańskiego siłacza Marshalla White'a, który wprowadził go do sportu strongman. W 2002 r. wspólnie stworzyli Jednostkę, bazę treningową w Cypress (stan Teksas). Wkrótce do Jednostki dołączyli Josh Thigpen oraz profesjonalny strongman Jim Glassman.
Travis Ortmayer, jak twierdzi, posiada IQ w wysokości 150.
Na zawodach Arnold Strongman Classic 2006 poznał Lucy Ashton, z którą wziął ślub 8 marca 2008 r.
Travis Ortmayer dotychczas wziął udział pięciokrotnie w indywidualnych Mistrzostwach Świata Strongman, w latach 2005 (IFSA), 2006 (IFSA), 2007 (IFSA), 2008 i 2009. W 2005 r. w zawodach Pan-American World Championship Qualifier zajął 2. miejsce i uzyskał kwalifikację do Mistrzostw Świata IFSA Strongman 2005, w Kanadzie, gdzie zajął 10. miejsce. W Mistrzostwach Świata IFSA Strongman 2007 jedyny raz nie zakwalifikował się do finału.
Wziął udział czterokrotnie w elitarnych zawodach siłaczy Arnold Strongman Classic, w latach 2007, 2009, 2010 i 2011.
Był zrzeszony w federacji IFSA i sklasyfikowany na 10. pozycji.
Swój pseudonim, Teksański Kamieniarz, zyskał dzięki umiejętności niezwykle szybkiego załadunku kul, w konkurencji siłaczy zwanej Kamienie Atlasa.
Ojciec Travisa, Roger Ortmayer, trenuje razem z nim i również bierze udział w zawodach siłaczy. Na początku 2007 r. uruchomili siłownię Athletic Nation Gym, umiejscowioną w Houston (stan Teksas).

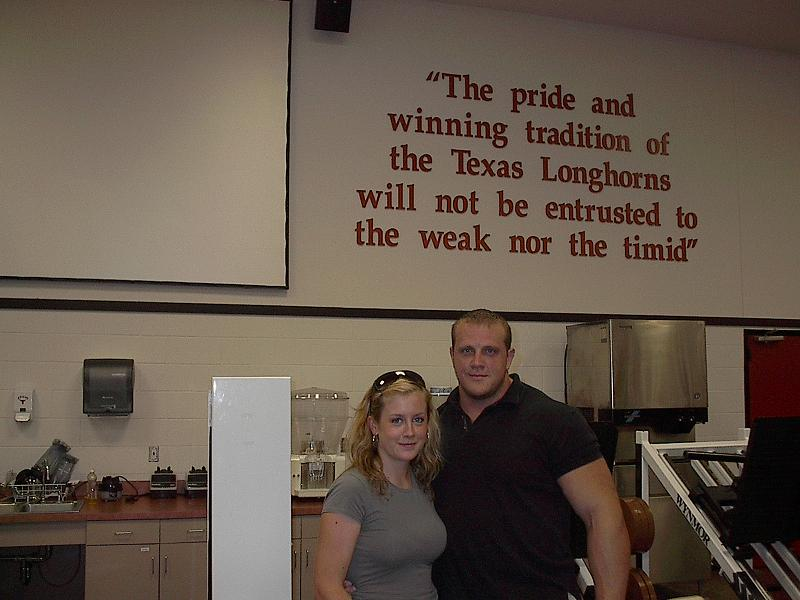
Państwo Lucy i Travis Ortmayer, 2007

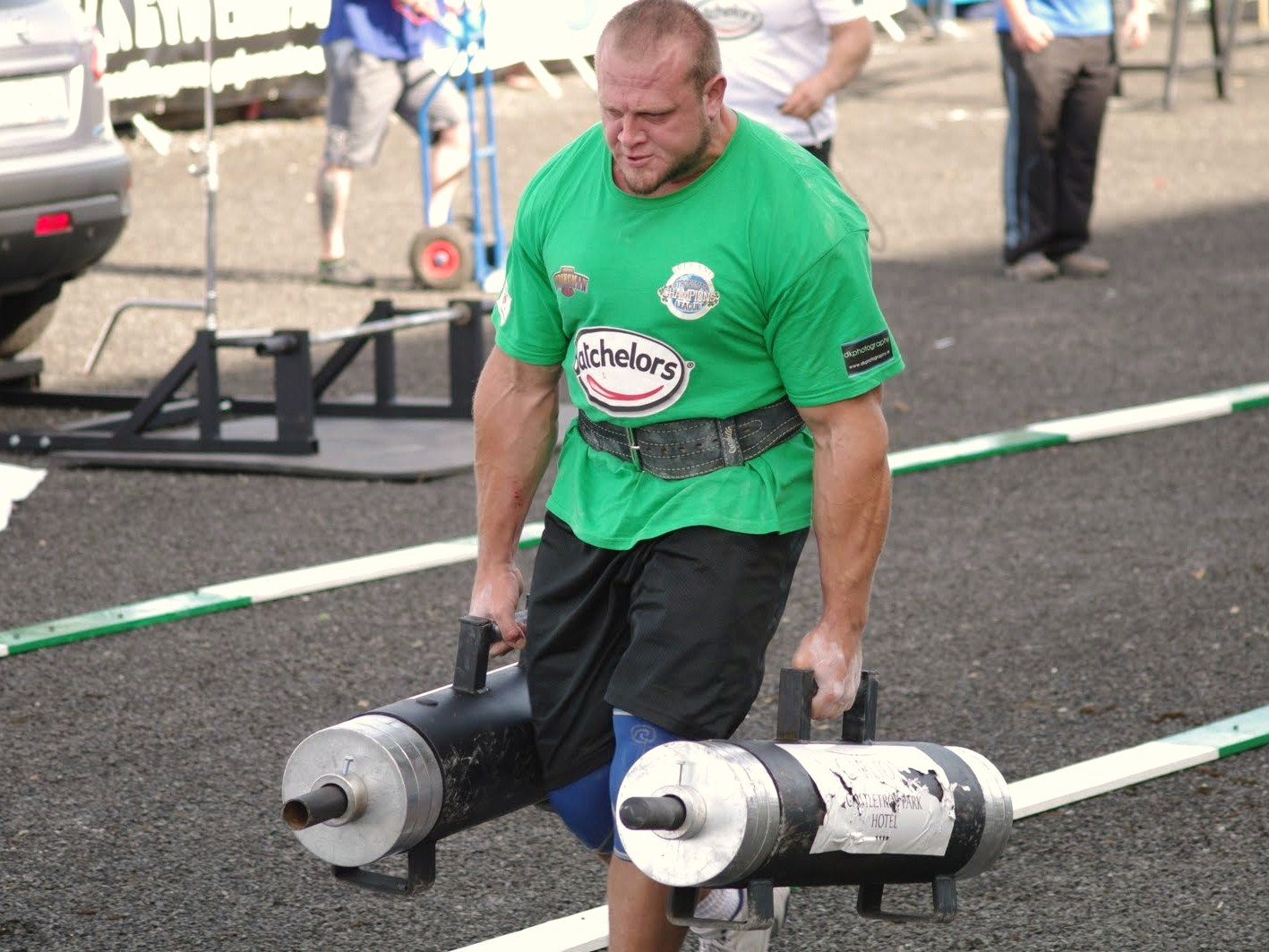
Travis Ortmayer w Spacerze farmera

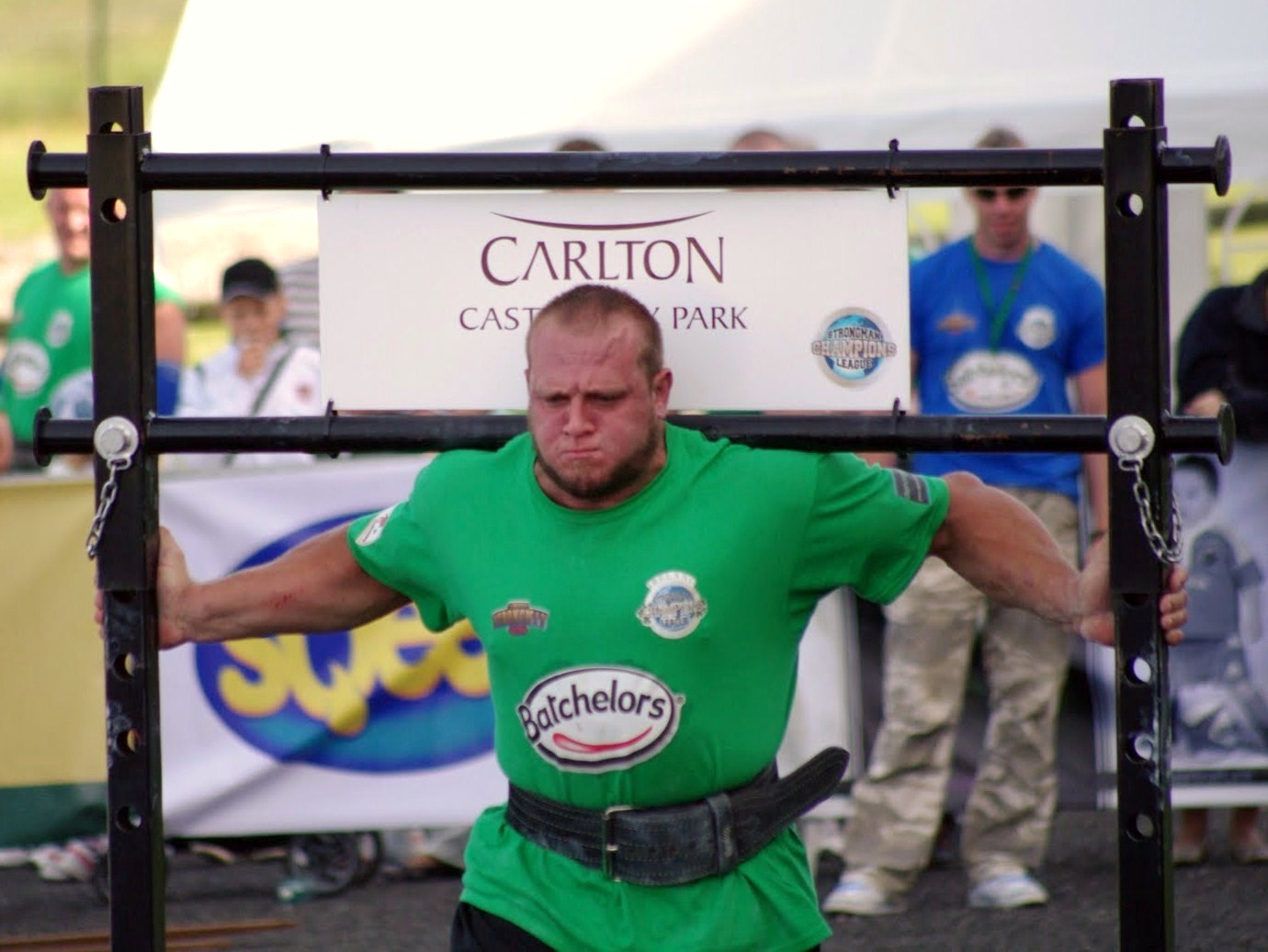
Travis Ortmayer w Spacerze buszmena

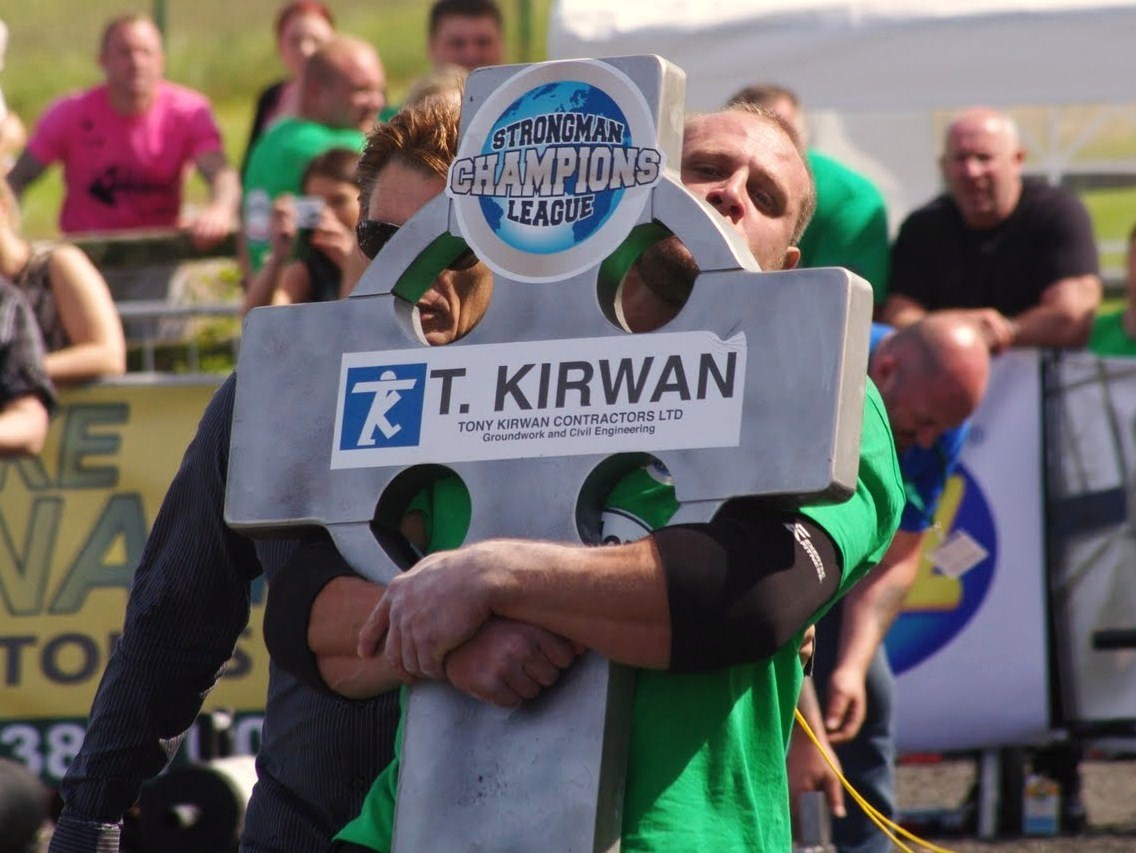
Travis Ortmayer w Przenoszeniu krzyża

W październiku 2009 r. został ojcem Michaiła Ryana, któremu nadał imię przyjaciela, rosyjskiego siłacza Michaiła Koklajewa.
Mieszka w Houston.
Wymiary:
- wzrost 193 cm
- waga 137 - 145 kg
- biceps 51 cm

Rekordy życiowe:
- przysiad 363 kg
- wyciskanie 227 kg
- martwy ciąg 408,2 kg

## Osiągnięcia strongman
- 2005
  - 2. miejsce - FitExpo 2005
  - 3. miejsce - Drużynowe Mistrzostwa Świata Strongman 2005
  - 2. miejsce - Mistrzostwa Panamerykańskie Strongman 2005
  - 10. miejsce - Mistrzostwa Świata IFSA Strongman 2005
- 2006
  - 1. miejsce - FitExpo Strongman 2006
  - 1. miejsce - Ironman Strongman 2006
  - 3. miejsce - Mistrzostwa USA Strongman 2006
  - 3. miejsce - Drużynowe Mistrzostwa Świata Strongman 2006
  - 10. miejsce - Mistrzostwa Świata IFSA Strongman 2006
- 2007
  - 10. miejsce - Arnold Strongman Classic, USA
  - 16. miejsce - Mistrzostwa USA Strongman 2007 (kontuzjowany)
  - 2. miejsce - Drużynowe Mistrzostwa Świata Strongman 2007
- 2008
  - 1. miejsce - All-American Strongman Challenge 2008
  - 2. miejsce - Liga Mistrzów Strongman 2008: Ryga
  - 3. miejsce - Liga Mistrzów Strongman 2008: Varsseveld
  - 1. miejsce - Super Seria 2008: Nowy Jork
  - 5. miejsce - Fortissimus, Kanada
  - 4. miejsce - Drużynowe Mistrzostwa Świata Strongman 2008
  - 5. miejsce - Mistrzostwa Świata Strongman 2008
- 2009
  - 3. miejsce - All-American Strongman Challenge 2009
  - 3. miejsce - Arnold Strongman Classic, USA
  - 3. miejsce - Liga Mistrzów Strongman 2009: Subotica
  - 2. miejsce - Giganci Na Żywo 2009: Mohegun Sun
  - 4. miejsce - Fortissimus 2009
  - 1. miejsce - Giganci Na Żywo, Stavanger
  - 2. miejsce - Mistrzostwa USA Strongman 2009
  - 5. miejsce - Mistrzostwa Świata Strongman 2009
  - 2. miejsce - Ultimate Strongman Championships, Australia[10]
- 2010
  - 3. miejsce - Arnold Strongman Classic 2010, USA
- 2011
  - 4. miejsce - Arnold Strongman Classic 2011, USA